# Loingsech mac Óengusso
Loingsech mac Óengusso (... – 704) divenne re supremo d'Irlanda.
Apparteneva ai Cenél Conaill del nord, ramo degli Uí Néill. Suo padre Óengus non era stato re supremo, ma suo nonno Domnall mac Áedo sì. La Cronaca d'Irlanda, fonte per gli annali irlandesi, pone l'inizio del suo regno nel 696, dopo che aveva ucciso il suo predecessore Fínsnechta Fledach. Durante il suo regno ci fu un'epidemia di peste. Fu ucciso nel 704 in battaglia contro le forze del Connacht e gli succedette Congal Cennmagair. Suo figlio Flaithbertach, sarebbe divenuto in seguito re supremo.